# Cascate del Niagara
Le cascate del Niagara (in inglese Niagara Falls, in francese chutes du Niagara), situate nel Nord-est dell'America settentrionale, tra gli Stati Uniti d'America e il Canada, sono per la loro vastità tra i più famosi salti d'acqua del mondo.
Non si tratta di cascate particolarmente alte (solo 52 m di salto); la loro fama è legata alla spettacolarità dello scenario, dovuto al loro vasto fronte d'acqua e all'imponente portata, indicata da alcuni in 200000 m³ al minuto ma questa cifra riguarda l'intero fiume Niagara e non il salto d'acqua, in quanto parte del flusso viene intercettato dalla centrale elettrica, ma più realisticamente stimabile in 168000 m³ al minuto nel regime di piena e circa 110000 m³ come media. Sono la più grande cascata dell'America settentrionale e tra le più grandi cascate al mondo oltreché essere, probabilmente, le più conosciute. Sono circa la metà, per altezza, delle cascate Vittoria in Africa (al confine tra Zambia e Zimbabwe).
Dal punto di vista geografico si trovano all'interno della regione denominata Niagara Peninsula, poco distanti dalla città canadese di St. Catharines; sono a circa mezz'ora di automobile dalla città statunitense di Buffalo e a circa un'ora e mezza da quella di Toronto.

## Le tre cascate

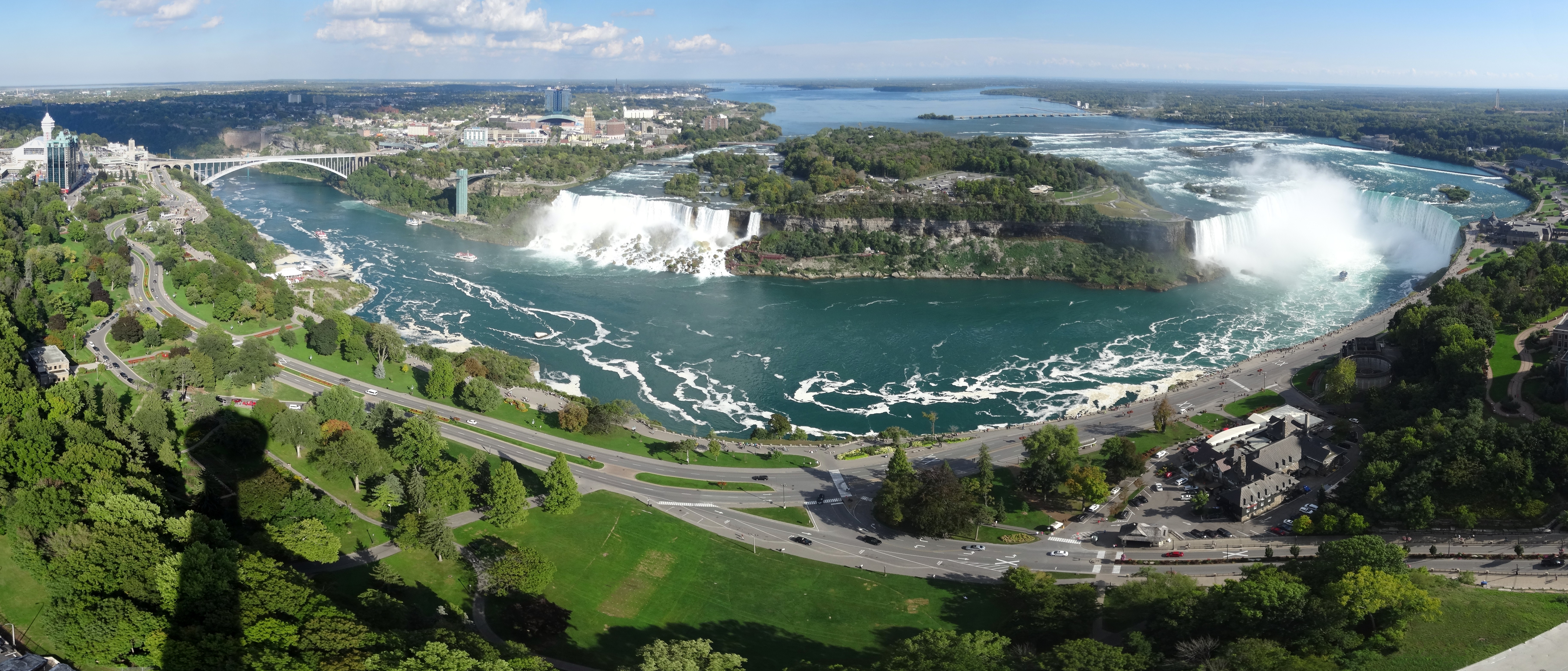
Le cascate del Niagara viste dalla Skylon Tower

Si tratta precisamente di un complesso di tre cascate distinte anche se originate dal medesimo fiume, il Niagara. Iniziano dal versante canadese con le horseshoe falls (ferro di cavallo, per la forma semicircolare), dette talvolta anche canadian falls, separate dalle american falls, sul lato statunitense, dalla Goat Island (Isola delle Capre), e finiscono sempre nel suolo statunitense con le più piccole Bridal Veil Falls (cascate a velo nuziale). Le cascate si trovano a cavallo tra il Canada e gli Stati Uniti d'America e, precisamente, ubicate tra i laghi Erie e Ontario, due dei più importanti tra il sistema idrografico nordamericano.

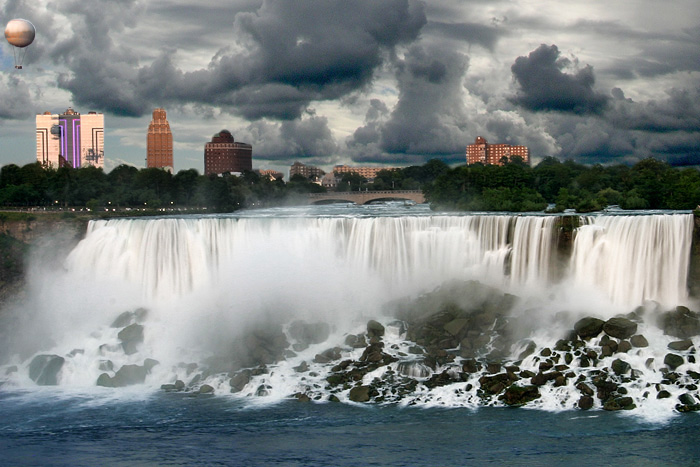
La cascata americana prima di un temporale

## Fama mondiale
Le cascate del Niagara sono famose per la loro bellezza, oltre che per la produzione di energia elettrica. Grande notorietà fu data a questo luogo dal film Niagara girato nel 1953 dal regista Henry Hathaway e con Marilyn Monroe come protagonista: molti degli edifici e luoghi che fecero da scenografia al film sono stati conservati così com'erano per la gioia dei turisti e degli appassionati. Da sempre è meta tradizionale di viaggio di nozze per molti nord americani e da diversi anni anche per gente da oltreoceano. Sito turistico fra i più famosi al mondo da oltre un secolo, divide questa meraviglia della natura fra le città gemelle e omonime di Niagara Falls nell'Ontario e Niagara Falls nello Stato di New York.

## Formazione delle cascate

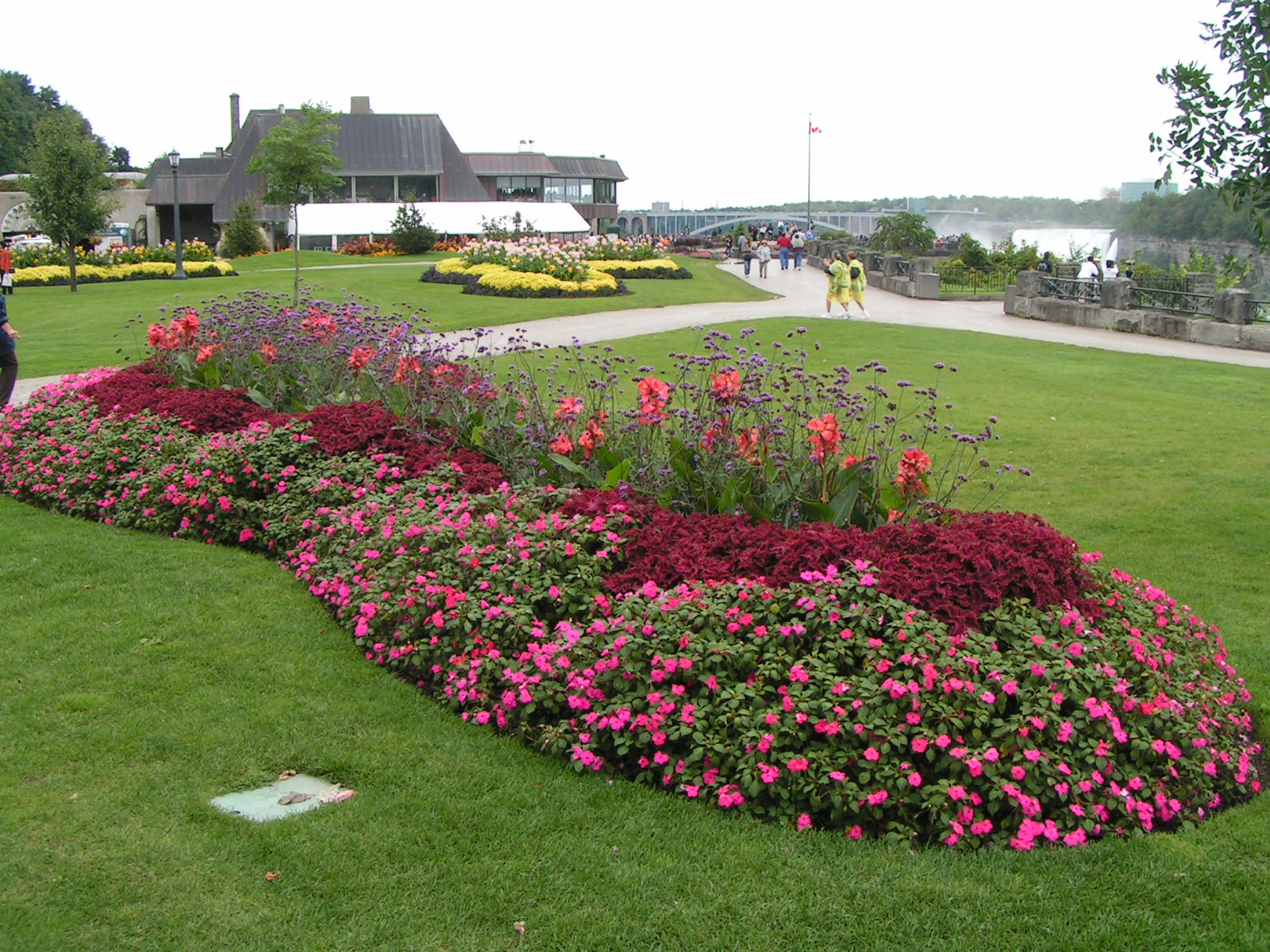
Il parco canadese lungo le cascate del Niagara

Le radici storiche delle cascate del Niagara risiedono nella glaciazione del Wisconsin terminata circa 10 000 anni fa. I Grandi Laghi dell'America del Nord e il fiume Niagara sono l'effetto dello scioglimento di questa enorme massa di ghiaccio. Il ghiacciaio si è mosso in quest'area come un gigantesco bulldozer spostando rocce e terra e trasformando dei fiumi in laghi, creando sbarramenti con i suoi detriti, che a loro volta creavano nuovi canali che poi diventavano dei fiumi.
Dopo che il ghiaccio si sciolse, dal lago Superiore si formò l'attuale fiume Niagara. Nel tempo il fiume si creò un nuovo alveo passando per il lago Erie e il lago Ontario. Durante questo stravolgimento dell'orografia della zona vennero in superficie delle vecchie rocce marine molto più antiche rispetto alla recente glaciazione. Le tre maggiori tra queste formazioni sono visibili nell'alveo scavato dal fiume Niagara. Quando il fiume incontrò queste rocce più dure, la sua forza di erosione divenne più lenta. Dall'alto si possono notare le rapide che precedono la cascata e il bordo della cascata stessa. Esso è composto da rocce dense e durissime di tipo dolomitico. Al livello inferiore delle cascate si trovava invece una roccia molto tenera e friabile che si erodeva molto più velocemente; questa differenza ha creato, nei millenni, il salto delle cascate.

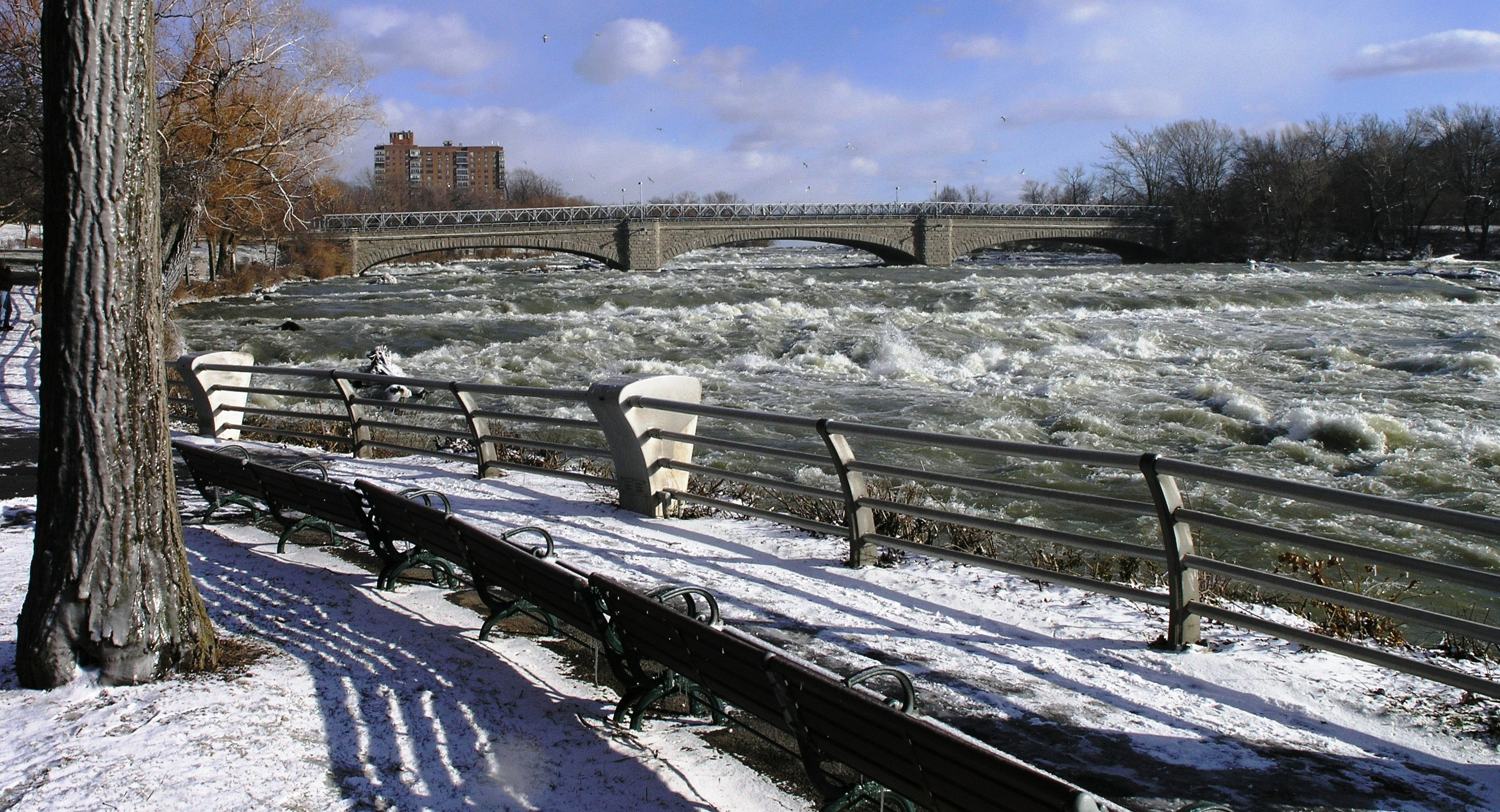
Acque turbolente in direzione della Cascata Americana

Le cascate originariamente erano situate nei pressi di Lewiston (New York) e Queenston (Ontario), ma l'erosione delle acque le ha fatte arretrare fino al sito attuale. Questo ha fatto sì che le cascate si separassero in cascate americane (American Falls) e velo nuziale (Bridal Veil Falls) dalla parte statunitense e ferro di cavallo (Horseshoe Falls) dal lato canadese. Nonostante l'erosione sia rallentata nell'ultimo secolo, a seguito di lavori di ingegneria idraulica, le cascate regrediranno abbastanza da raggiungere il lago Erie il cui bacino è più alto del letto del fiume Niagara: gli ingegneri idraulici sono al lavoro per ridurre la velocità di erosione il più possibile allo scopo di ritardare al massimo questo evento.
Le cascate hanno un salto di circa 58 m, anche se quelle americane cadono su delle rocce situate ad appena 21 m dal bordo della cascata. Ciò a causa di un massiccio movimento franoso occorso nel 1954. La grande cascata canadese è larga circa 800 m mentre la cascata americana ha un fronte di 323 m. Un altro movimento franoso di rilievo nella sezione americana è testimoniato da The Illustrated London News del 7 febbraio 1931 (p. 201, con foto), che ha cambiato il profilo della cascata creando una nuova indentatura.
Durante i mesi estivi, quando si ha il massimo utilizzo del fiume per la produzione di energia elettrica, soltanto circa 2800 m³ al secondo precipitano dalle cascate, di cui il 90% attraverso la cascata a ferro di cavallo. Di notte il volume delle cascate diminuisce ulteriormente a causa di un maggior utilizzo delle acque a fini idroelettrici.

## Notizie storiche

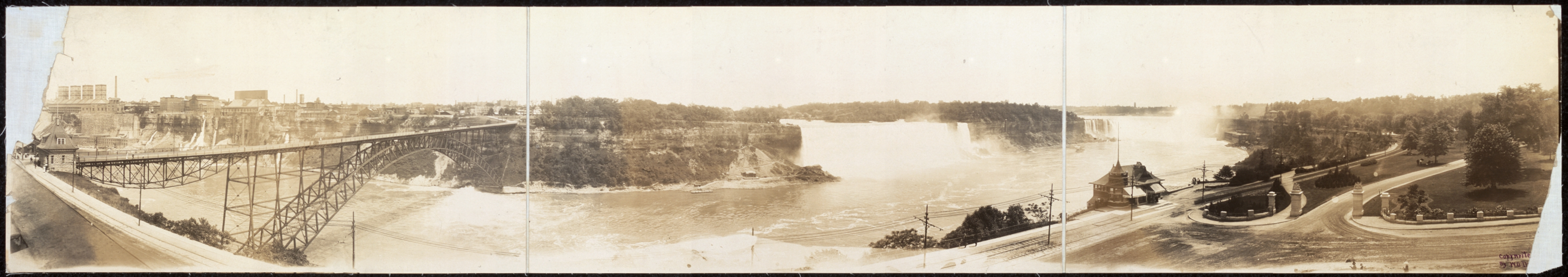
Le cascate del Niagara viste dal Clifton Hotel nel 1912

Il nome Niagara ha origine dal termine in lingua irochese (pellerossa d'America), Onguiaahra, che significa acque tuonanti. Gli antichi abitanti della regione erano gli Ongiara, una tribù irochese chiamata Neutrale da un gruppo di coloni francesi che beneficiarono della loro mediazione per risolvere alcune dispute con altre tribù locali.

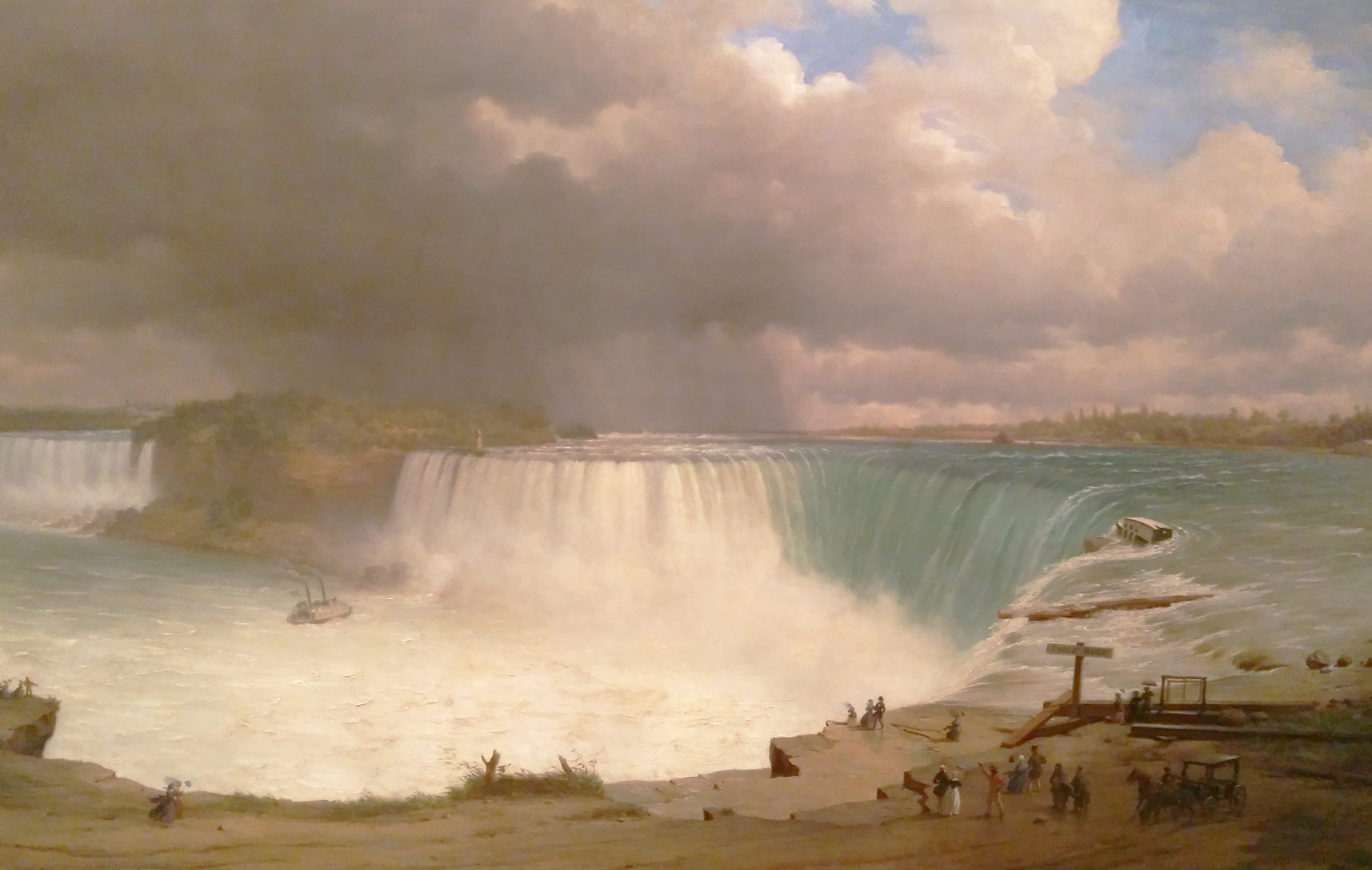
Quadro d'epoca di Hermann Ottonar Herzog

Una leggenda della zona narra di Lelawala, una bella ragazza obbligata dal padre a fidanzarsi con un ragazzo che ella disprezzava. Piuttosto che sposarsi, Lelawala scelse di sacrificare sé stessa al suo vero amore He-No, il Dio Tuono, che dimorava in una caverna dietro la cascata a ferro di cavallo. Ella pagaiò sulla sua canoa nelle veloci correnti del fiume Niagara e precipitò dal bordo della cascata. He-No la raccolse mentre precipitava e i loro spiriti, secondo la leggenda, vivono uniti per l'eternità, nel santuario del Dio Tuono sotto le cascate. La ragazza diventò la dama della nebbia per via del vapore acqueo della cascata.

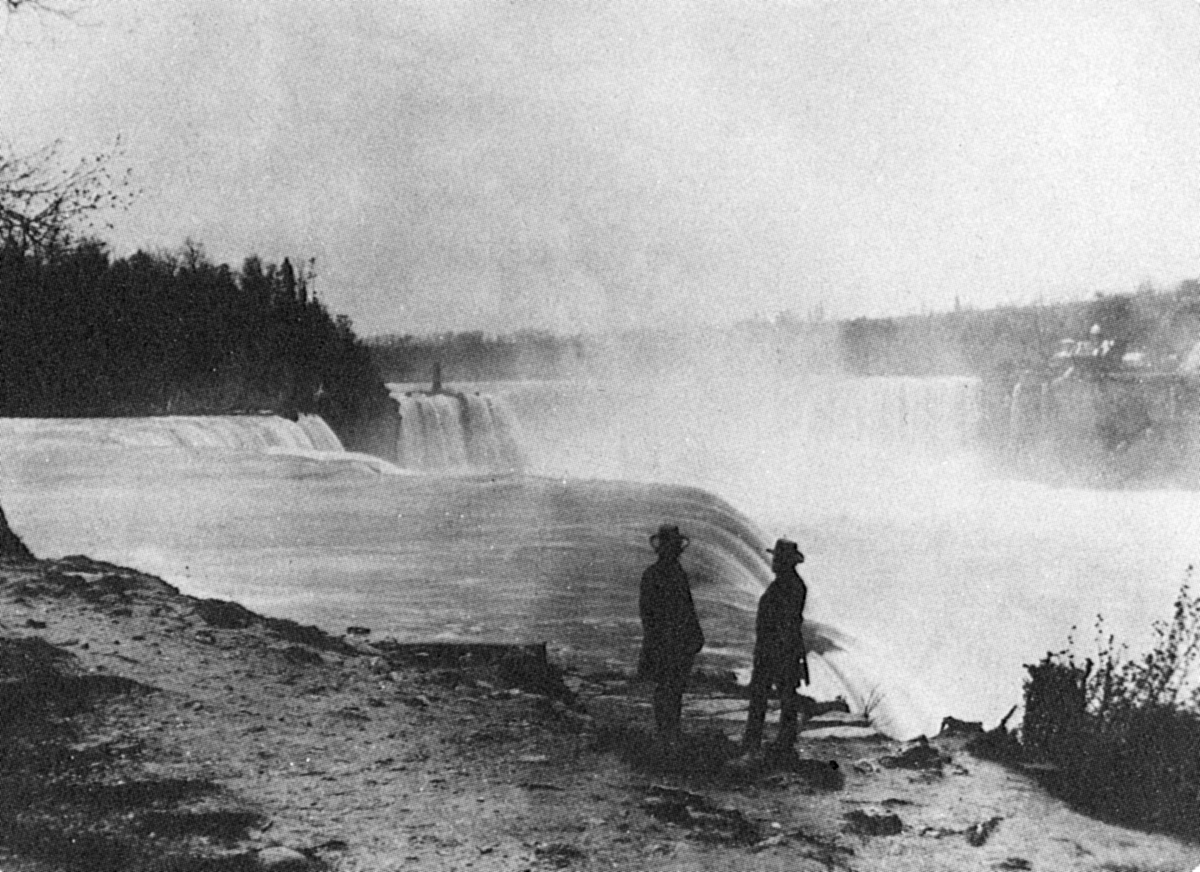
Stampa del 1850

Esistono delle versioni differenti circa la data in cui gli europei scoprirono le cascate. La zona venne visitata da Samuel Champlain all'inizio del 1604. Alcuni suoi amici gli avevano raccontato delle spettacolari cascate ed egli le descrisse sulla sua rivista, senza però mai visitarle. Qualche credito ha la versione secondo la quale il naturalista finnico-svedese Pehr Kalm, a seguito di una visita alle cascate, realizzò un disegno delle stesse agli inizi del XVIII secolo.
Molti storici sono comunque d'accordo sul fatto che padre Louis Hennepin osservò e descrisse le cascate nel 1677 dopo un viaggio nella regione con l'esploratore René Robert Cavelier, signore di la Salle, portando la notizia all'attenzione di tutto il mondo. Lo stesso Hennepin fu il primo a descrivere le cascate di S. Antonio in Minnesota,e da lui prese nome una contea nello stesso Stato. Nel corso del XIX secolo, con l'affermarsi del turismo, l'area divenne un'attrazione e fu visitata anche da Gerolamo, fratello di Napoleone Bonaparte, e dalla moglie all'inizio del XIX secolo. Nel 1848 ebbe inizio la costruzione di un ponte sul fiume Niagara per unire la sponda statunitense del fiume a quella canadese. Dopo la fine della guerra civile americana una ferrovia di New York pubblicizzò le cascate del Niagara come luogo ideale per il viaggio di nozze. Con l'incremento del traffico stradale, nel 1886, venne sostituito il vecchio ponte in pietra e legno con uno in ferro ancora in uso, completato nel 1897; conosciuto come il ponte Whirlpool consente il passaggio di veicoli, treni e pedoni, dal Canada agli Stati Uniti, e si trova a valle delle cascate.

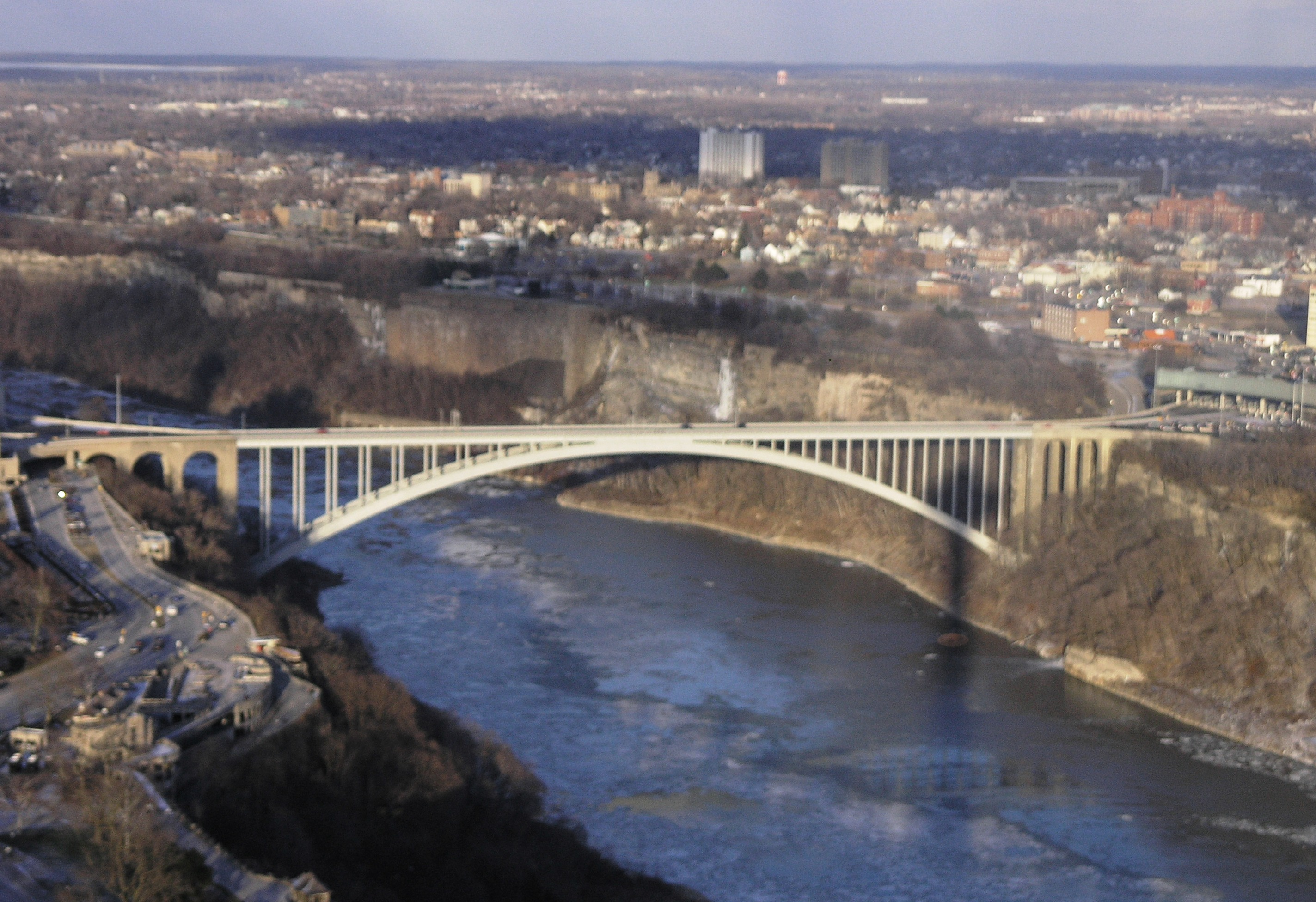
Il ponte dell'Arcobaleno (Rainbow Bridge in lingua inglese) visto dalla Skylon Tower

Nel 1941 venne poi costruito il ponte dell'arcobaleno, nelle immediate vicinanze della cascata, adibito al passaggio di veicoli e pedoni; da esso si ha una spettacolare visione delle cascate nella loro interezza.
Dopo la prima guerra mondiale, si ebbe un notevole sviluppo del turismo a seguito dell'incremento del traffico automobilistico che rendeva più facile raggiungere le cascate. La storia delle cascate del Niagara, nel XX secolo, è imperniata sullo sfruttamento del fiume per la produzione di energia elettrica e la necessità di rendere compatibile il mantenimento delle bellezze naturali con lo sviluppo industriale dell'area, sia dalla parte canadese sia da quella statunitense.

## L'impatto dell'industria e del commercio

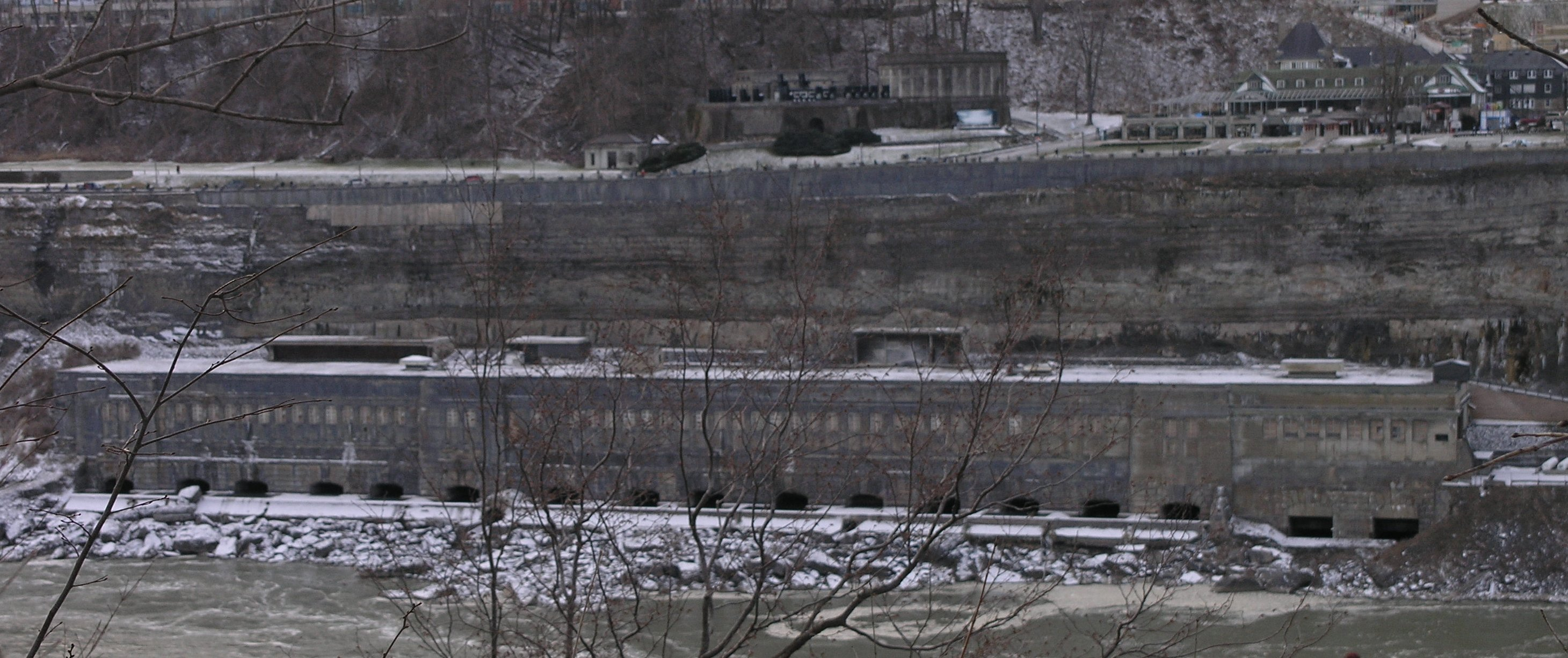
Vecchia centrale elettrica a Niagara

L'enorme massa d'acqua delle cascate fu a lungo riconosciuta come potenziale fonte di energia. I primi sforzi tendenti allo sfruttamento della potenza del fiume risalgono al 1759, quando venne creato un piccolo canale per alimentare un mulino ad acqua.
Quando Nikola Tesla realizzò un sistema di trasporto e distribuzione a corrente alternata trifase divenne possibile il trasferimento della corrente elettrica a grande distanza utilizzando questo principio. Nel 1893 fu dato incarico a George Westinghouse, che lavorava insieme a Nikola Tesla, di progettare un sistema per la generazione di corrente alternata. La realizzazione della prima centrale per sfruttare l'energia idroelettrica delle cascate fu quindi proprio di Tesla che, in questo episodio, vide la sua tecnologia definitivamente affermarsi rispetto a quella di Edison (nella celebre guerra delle correnti): questa, infatti, è stata la prima centrale idroelettrica di grande potenza al mondo. Ciò che rimane dell'impianto (Adam Plant) è stato dichiarato "monumento nazionale".

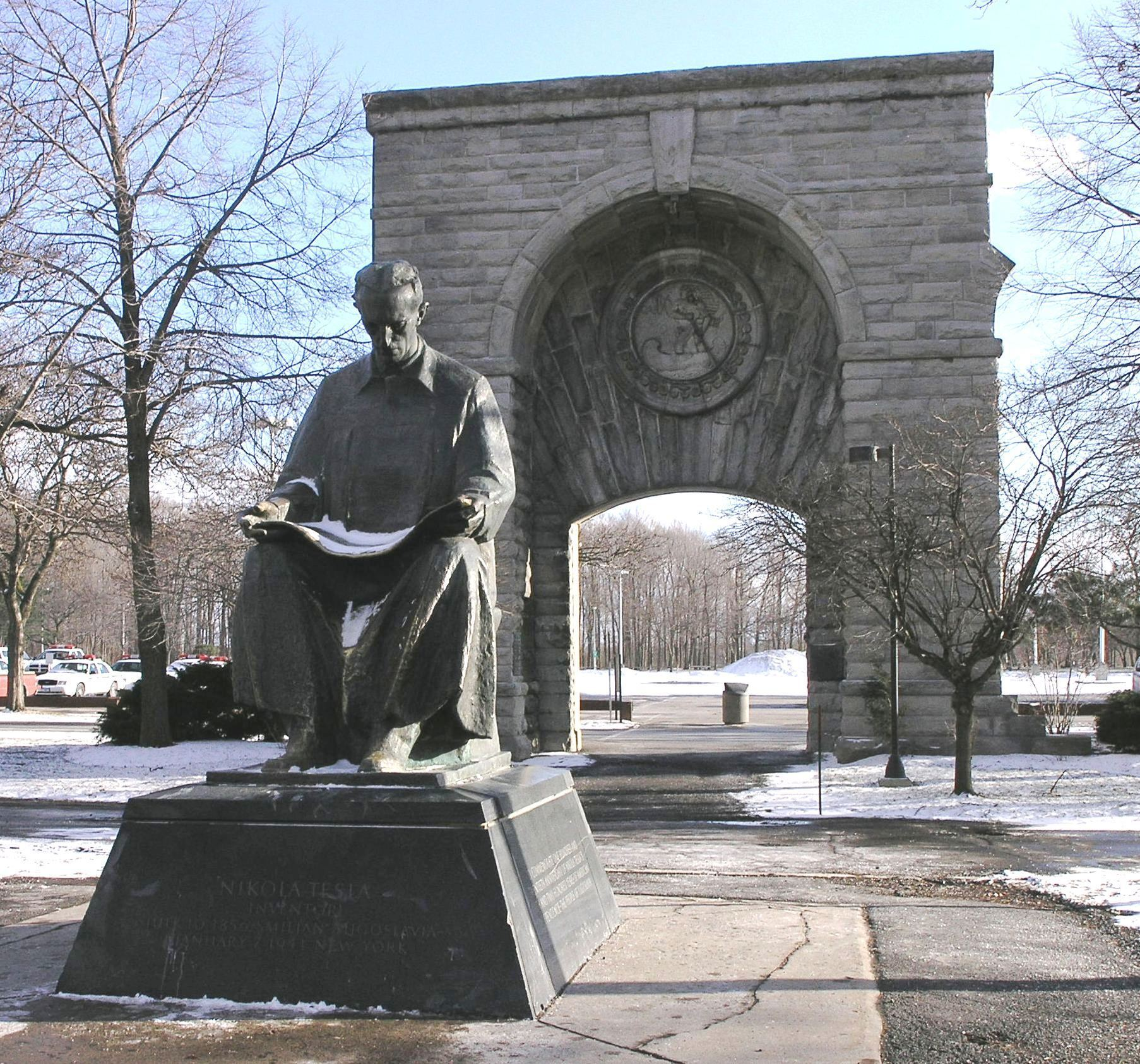
Statua di Nikola Tesla nel parco delle cascate del Niagara

Nel 1896 furono costruite delle gigantesche condotte sotterranee che adducevano a delle enormi turbine una quantità d'acqua sufficiente a produrre una potenza di 75 MW. L'energia prodotta era poi destinata all'illuminazione della città di Buffalo, nel Nord dello Stato di New York, distante circa 32 km.
Compagnie private sul lato canadese incominciarono, a loro volta, a produrre energia elettrica. Il Governo della Provincia dell'Ontario pose il sistema di trasporto dell'energia sotto il controllo statale nel 1906, allo scopo di rifornire varie località della contea. Al giorno d'oggi, una quantità che varia fra il 50% e il 75% delle acque del Niagara viene deviata per la produzione di energia elettrica, sia in territorio statunitense sia canadese, e viene poi reimmessa nel fiume a valle delle cascate.
Le navi possono evitare le cascate passando per il canale di Welland, ristrutturato e inserito nell'idrovia del San Lorenzo nel 1960. Mentre la via d'acqua spostava traffico verso Buffalo e i suoi dismessi mulini di grano, altre industrie presero a svilupparsi fino agli anni settanta, data la notevole quantità di energia prodotta dalle centrali idroelettriche; da allora però l'economia della regione è andata declinando.

## Sforzi per la conservazione

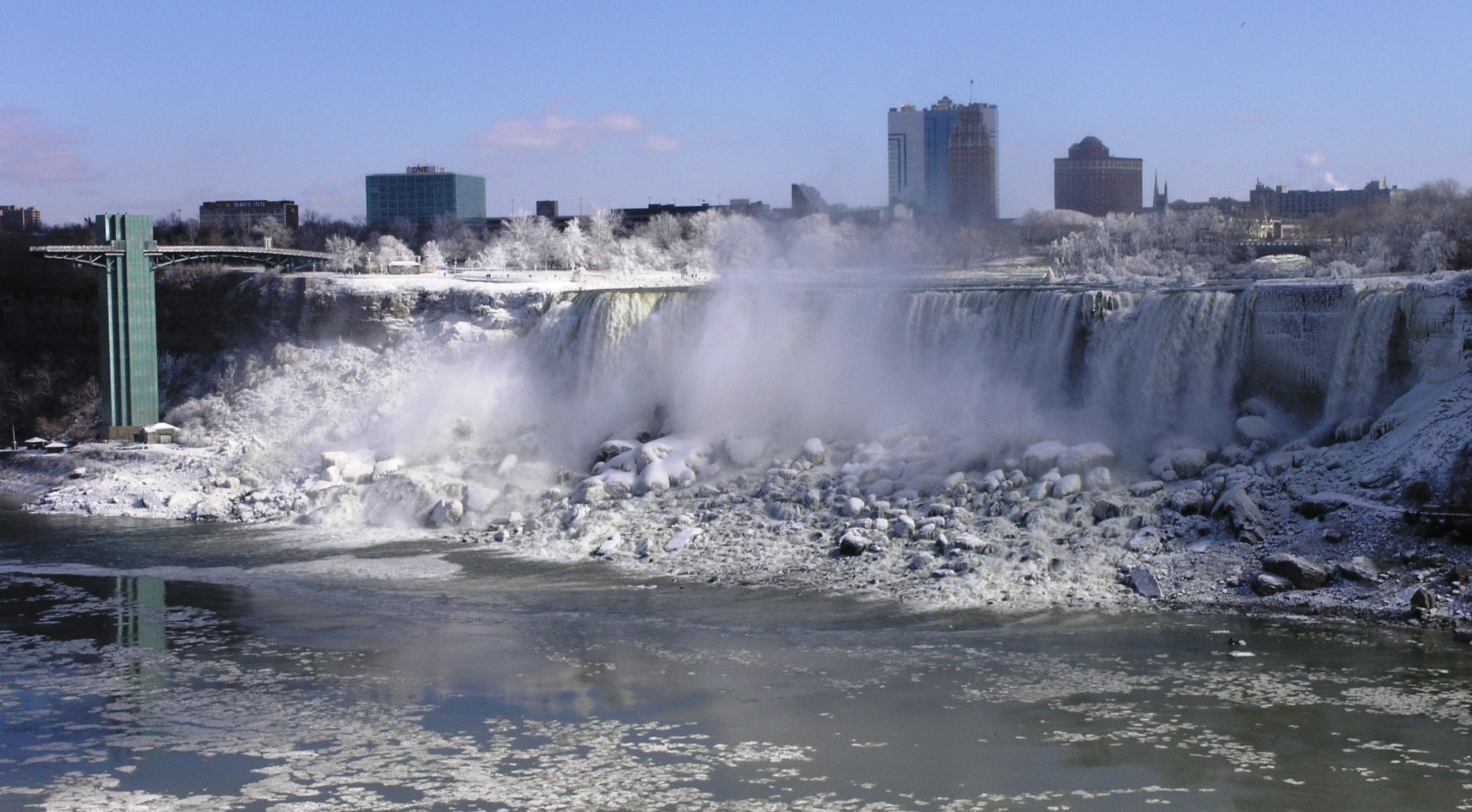
Le cascate statunitensi in inverno

Per due secoli, dopo la scoperta delle cascate da parte degli europei, i terreni sulle due sponde del fiume Niagara rimasero di proprietà privata, fatto che obbligava i turisti a pagare una somma di denaro ai proprietari dei terreni, per vedere questo grande spettacolo della natura attraverso dei fori nella palizzata di legno costruita per impedirne la libera visione.
Si formò pertanto un movimento promosso da intellettuali e naturalisti, che chiese di rendere libera la fruizione delle cascate: una serie di articoli sui quotidiani di Boston e New York contribuì alla sensibilizzazione dell'opinione pubblica sull'argomento. Nel 1885, lo Stato di New York comprò le terre sulla sponda statunitense e diede vita al Parco statale delle cascate del Niagara; nello stesso anno lo Stato canadese dell'Ontario costituiva il Parco Regina Vittoria delle cascate del Niagara.

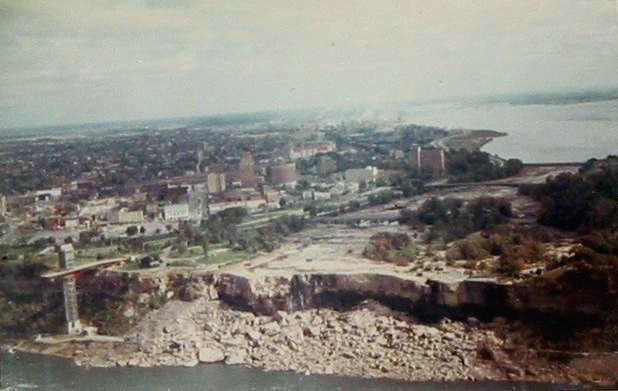
La cascata statunitense in secca durante i lavori del 1969

Fino all'era moderna l'erosione delle acque consumava le cascate tra i 60 cm e i 3 m all'anno. Questo fenomeno è stato rallentato mediante la deviazione di notevoli masse d'acqua per la produzione di energia elettrica. Nel 1929 venne stipulato un accordo fra Stati Uniti e Canada, per la promozione di un piano tendente alla preservazione delle cascate; un successivo trattato del 1950 portò alla regolamentazione della massa d'acqua da inviare alle cascate riducendone di molto il volume e quindi la conseguente erosione.
In aggiunta alle azioni sopra citate, altri provvedimenti sono stati presi per ridurre l'erosione. Sono stati realizzati degli sbarramenti alla base della cascata allo scopo di ridurre le correnti subacquee di ritorno e sono stati eseguiti dei consolidamenti del bordo roccioso.
Il più mastodontico di questi lavori venne realizzato nel 1969. Nel giugno di quell'anno le acque del Niagara furono completamente deviate dalla cascata statunitense, mediante una diga provvisoria; per alcuni mesi la cascata rimase in secca allo scopo di consentire il consolidamento delle rocce del bordo.
Allo stesso tempo la cascata a ferro di cavallo ricevette l'intera portata del fiume; in questo modo fu possibile capire il perché dell'anomala erosione delle cascate statunitensi. A seguito di ciò l'isola Luna, la roccia che separa la cascata statunitense da quella del velo nuziale, rimase preclusa al pubblico per diversi anni perché ritenuta instabile e passibile di collasso in qualsiasi momento.

## Le cascate nella cultura di massa

### Tentativi di salto

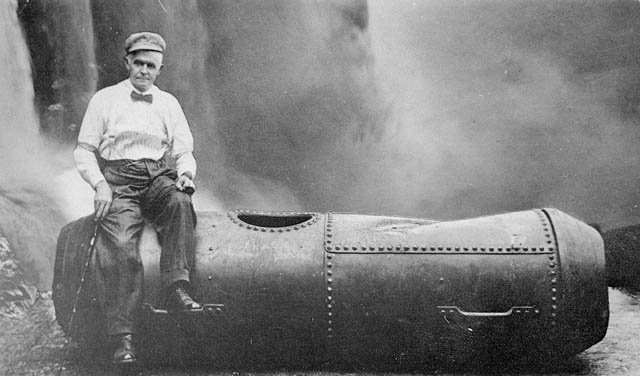
Bobby Leach con il bidone da lui usato nel tentativo del 1911

Nell'ottobre del 1829 Sam Patch, che si autodefiniva il saltatore yankee, saltò da un trampolino costruito a ridosso della cascata del ferro di cavallo. Incominciò da allora una lunga tradizione di persone che tentarono di gettarsi dalle cascate sopravvivendo.
Il 24 luglio 1883, il britannico Matthew Webb si tuffò nel fiume Niagara da una piccola imbarcazione, sita vicino al Niagara Falls Suspension Bridge, cominciando a nuotare. Fonti dell'epoca indicano che con ogni probabilità Webb sopravvisse con successo alla prima fase della nuotata, ma morì nella sezione del fiume situata vicino all'ingresso del mulinello. Webb venne sepolto nell'Oakwood Cemetery di Niagara Falls.
Annie Edson Taylor fu la prima persona e la prima donna a sfidare le cascate del Niagara gettandosi dalle cascate canadesi all'interno di un barile. Era il 24 ottobre 1901, e divenne l'eroina indiscussa delle cascate del Niagara.
Bobby Leach (Cornovaglia, 1858 - Nuova Zelanda, 26 aprile 1926) è stata la seconda persona a discendere in canoa le cascate del Niagara dopo Annie Taylor.

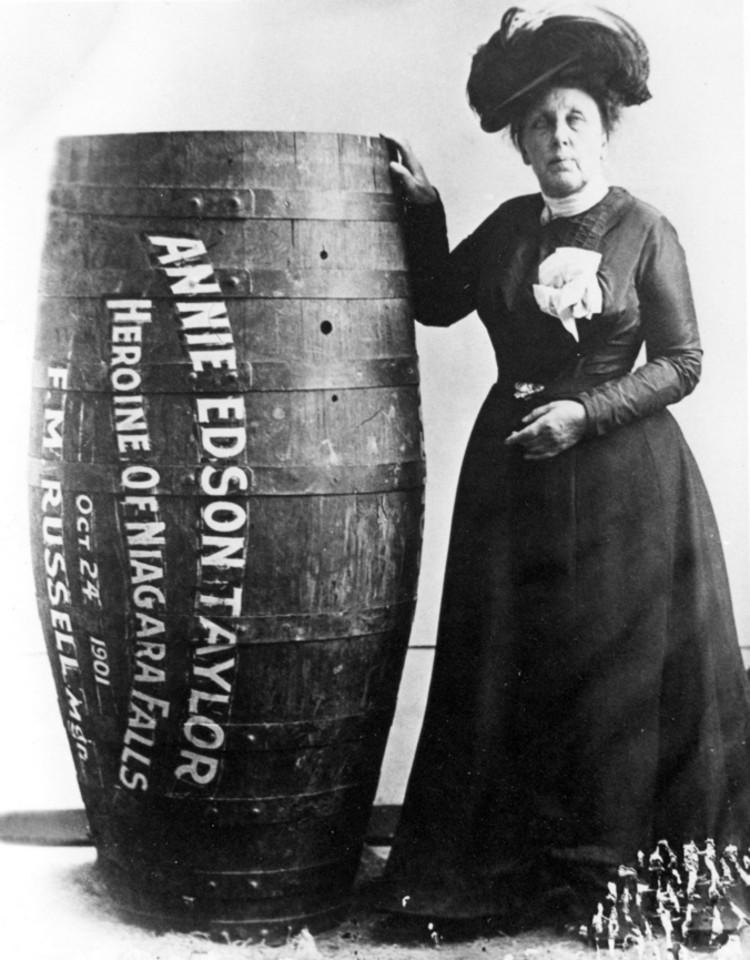
Annie Taylor con il suo barile, dopo l'impresa divenne l'eroina delle Cascate del Niagara e incominciò un lungo tour

In quello che fu definito miracolo sul Niagara, Roger Woodward, un ragazzino di sei anni, sopravvisse miracolosamente al salto dalle cascate a ferro di cavallo il 9 luglio 1960 protetto soltanto da un salvagente, dopo esser caduto in acqua per un'avaria al motore dell'imbarcazione turistica su cui si trovava a bordo, mentre due turisti trassero in salvo sua sorella Deanne di 17 anni a soli 6 m dal bordo della cascata.
Kirk Jones di Canton, Michigan, fu il primo, nel 2003, a tentare l'impresa senza l'ausilio di alcun mezzo di galleggiamento. Mentre non è ancora noto se Jones volesse suicidarsi, egli se la cavò, cadendo da un'altezza di sedici piani, con poche abrasioni e qualche costola fratturata.
Altro rocambolesco tentativo di saltare dalle cascate senza alcuna protezione è stato compiuto il 12 marzo 2009 da un cittadino statunitense di trent'anni. L'uomo, all'inizio, aveva addirittura rifiutato di essere soccorso, continuando a nuotare, e allora i soccorritori si sono abbassati con un elicottero sopra di lui e, grazie alla corrente generata dalle pale del rotore, lo hanno pian piano condotto a riva, dove è stato ripescato e portato in ospedale. Se l'è cavata con una ferita alla testa e un principio di assideramento per essere rimasto circa tre quarti d'ora in acqua.
Nessuno, comunque, è mai sopravvissuto nel tentativo di saltare dalle cascate americane. I soli sopravvissuti hanno tentato il lancio dalle cascate a ferro di cavallo.

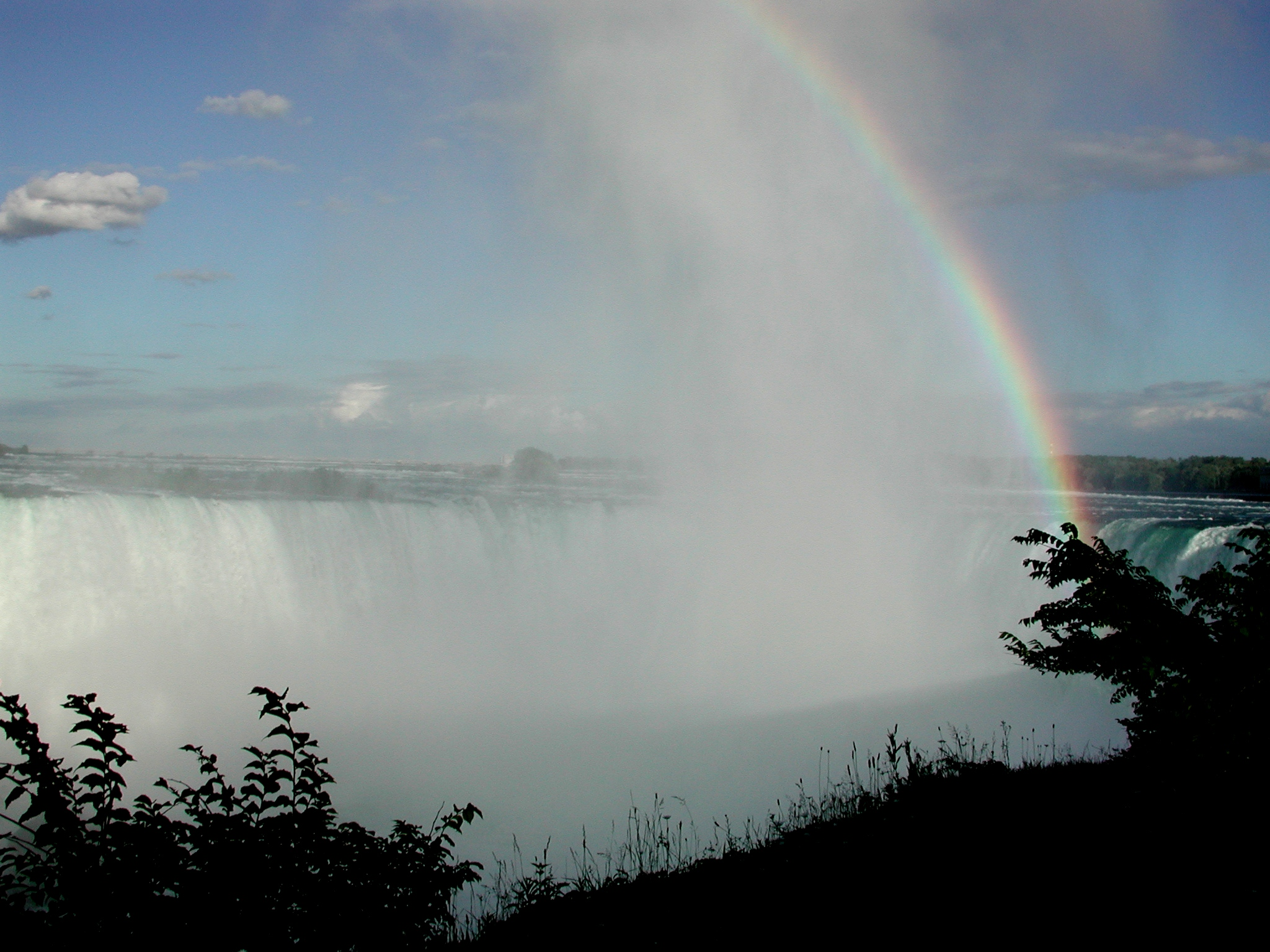
Un arcobaleno sulla cascata a ferro di cavallo

### Cinema e televisione
Già da tempo attrazione turistica e località obbligatoria per gli sposi in viaggio di nozze, le cascate del Niagara diventarono set cinematografico per il film Niagara interpretato da Marilyn Monroe. Più tardi nel XX secolo sono state utilizzate come sfondo per la realizzazione di alcune scene del film Superman II nel 1980. Anche molti degli episodi di Return of the Technodrome della serie TV Tartarughe Ninja ebbero come sfondo le cascate e le sue centrali idroelettriche.

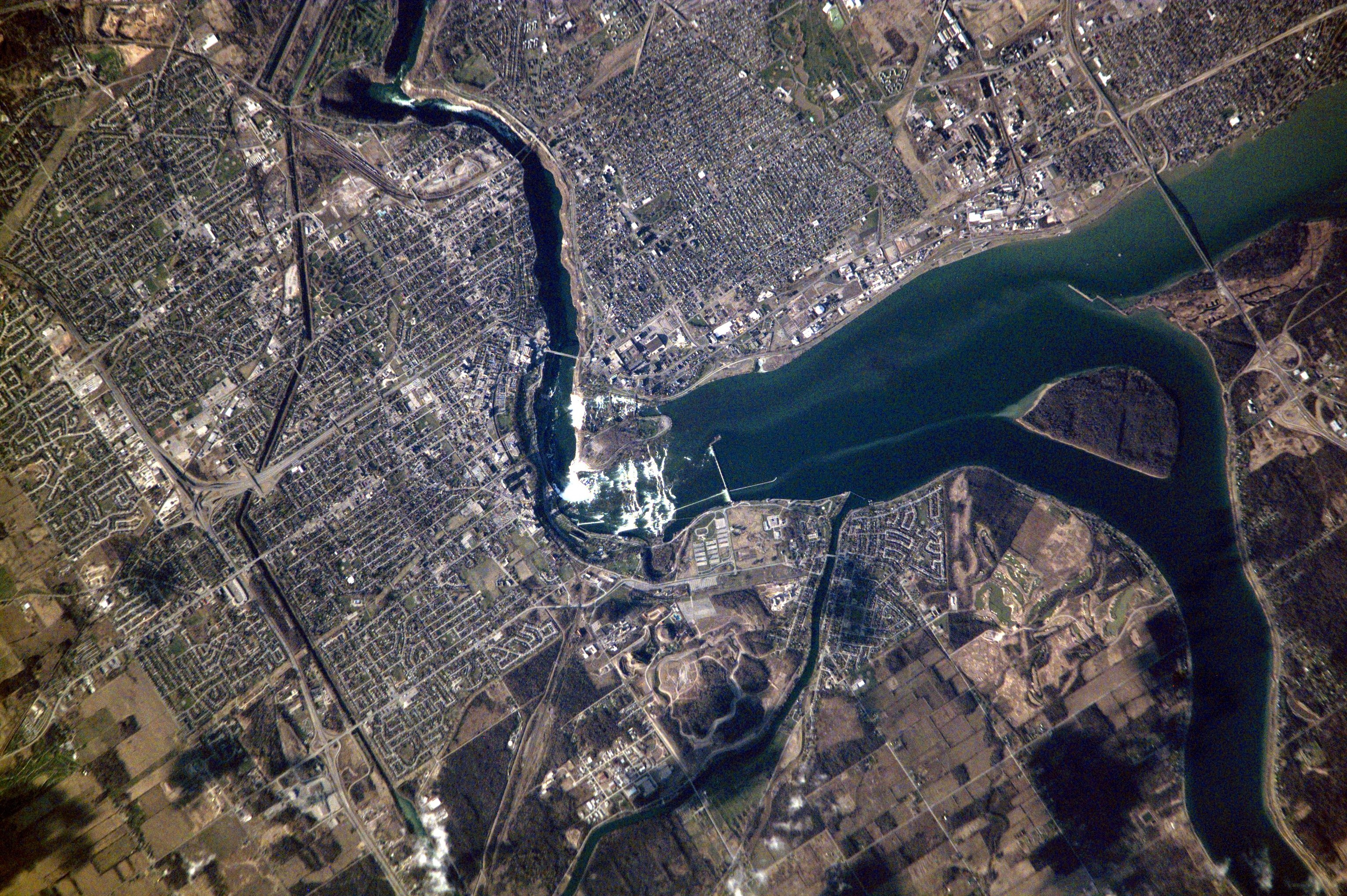
Panorama dal satellite con le indicazioni dei luoghi principali

Nel 1990 l'illusionista David Copperfield realizzò un trucco nel quale, chiuso in una teca, saltò dalle cascate per poi riapparire, appeso a un elicottero, dalla base delle cascate stesse.

### Letteratura
Le cascate del Niagara ispirarono al grande filosofo statunitense Ralph Waldo Emerson una riflessione sull'inaccessibilità della mente e del suo flusso, che, come quelle cascate, non può essere risalito. Questo, a sua volta, ispirò l'idea del flusso di coscienza di William James. Le cascate del Niagara sono anche protagoniste del romanzo della scrittrice statunitense Joyce Carol Oates Le cascate (2004), in cui un uomo in viaggio di nozze si getta tra i flutti.
È stato scritto anche un altro libro su questo fenomeno naturale dalla scrittrice Cathy Marie Buchanan (nata e cresciuta a Niagara Falls) intitolato "Nei tuoi occhi verdi come il fiume". Un romanzo ispirato ad un personaggio romantico realmente esistito, noto come l'eroe delle Cascate del Niagara, che racconta un'intensa storia d'amore e di coraggio.
Lo scrittore e drammaturgo italiano Alessandro Baricco ha ambientato il suo dramma del 2014 Smith & Wesson proprio sulle cascate del Niagara; l'intera opera, inoltre, ruota proprio intorno al desiderio da parte di una giovane donna di lanciarsi nelle cascate all'interno di una botte per poi tentare di uscirne viva.

### Giochi da tavolo
Nel 2004 la casa editrice tedesca di giochi Zoch Verlag ha pubblicato Niagara, un gioco da tavolo in stile tedesco di Thomas Liesching; il gioco ha vinto vari premi, tra cui il prestigioso Spiel des Jahres nel 2005.

### Golf
Nel 2005 il golfista professionista americano John Daly tentò di lanciare la pallina attraverso la cascata statunitense, circa 362 m, non riuscendovi per pochi metri nel corso dei venti tentativi.

## Turismo alle cascate

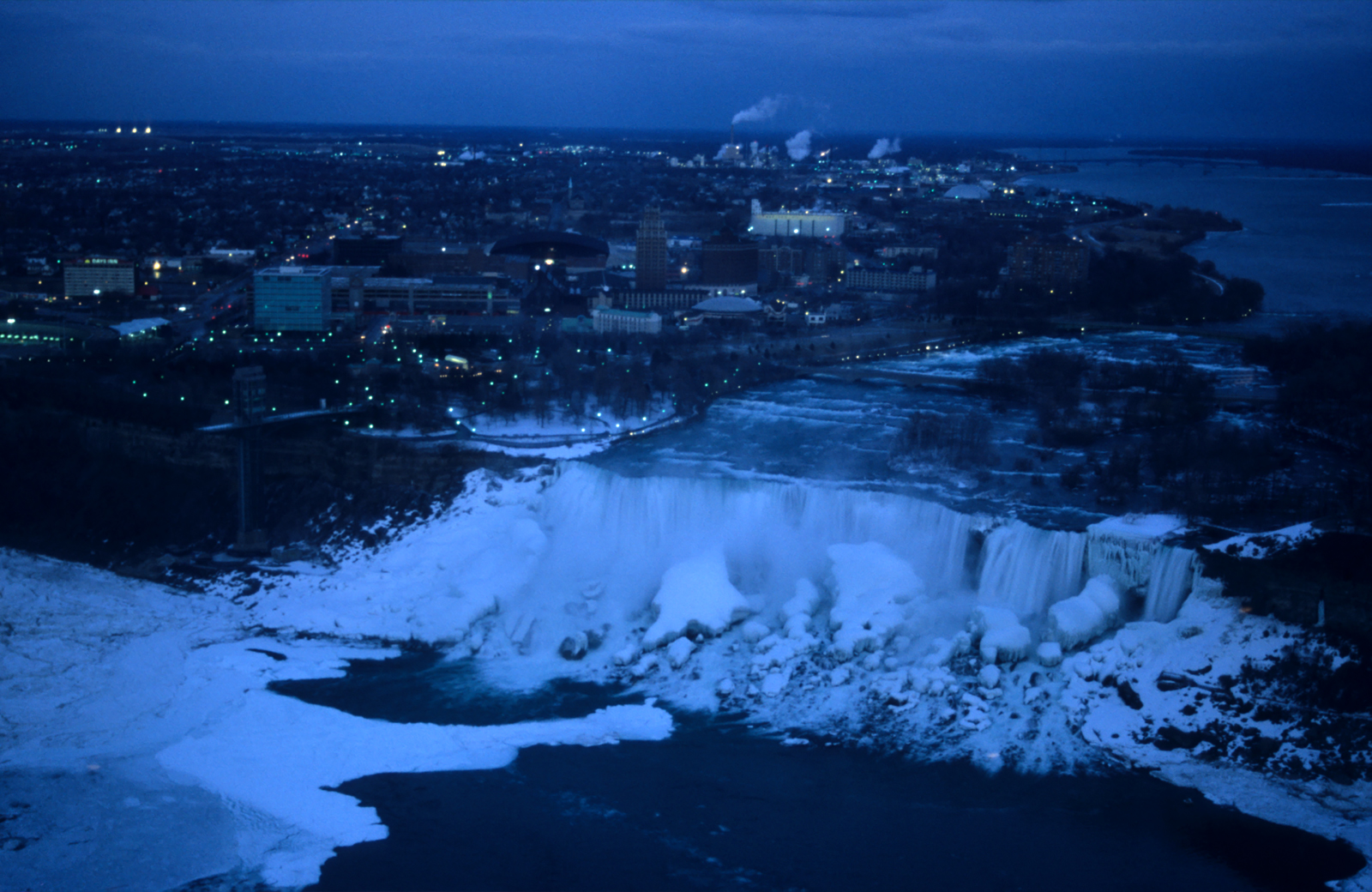
Le cascate di notte viste dalla Skylon Tower

Il maggior numero di visitatori si riscontra durante l'estate, quando le cascate del Niagara si trasformano in uno spettacolo da godere sia di giorno sia di notte. Un'incredibile batteria di lampade, poste sul suolo canadese, illumina tutte le cascate, su entrambi i versanti, dall'imbrunire a mezzanotte.
Le cascate del Niagara possono essere ammirate dal lungofiume all'interno del Parco. Altro punto di osservazione privilegiato è la torre di osservazione anch'essa costruita sulle rive del fiume. Vicino alla Grotta dei Venti, un sentiero conduce, dopo la discesa di 300 scalini, alla base della cascata del velo nuziale.

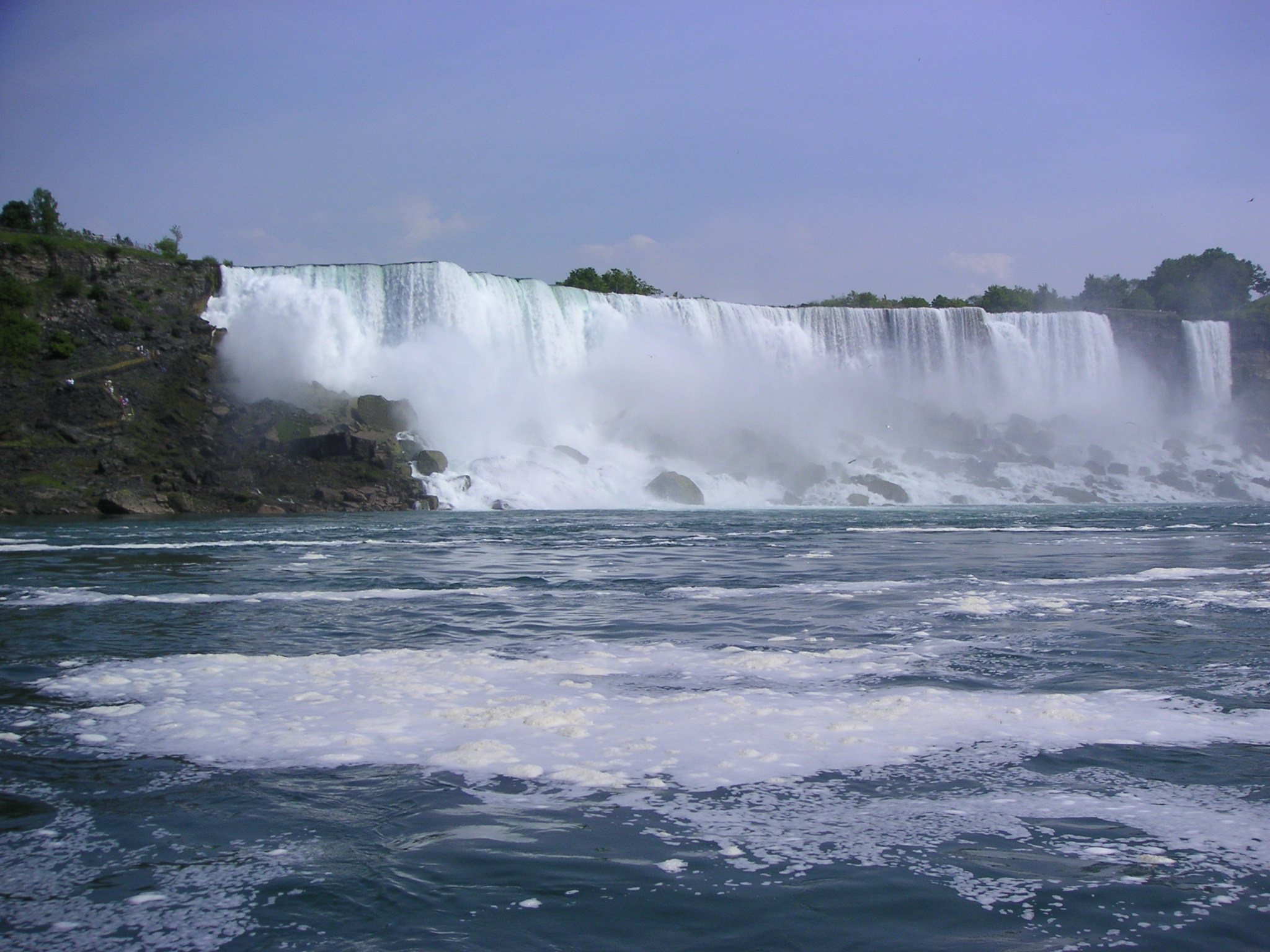
Vista delle cascate dal basso

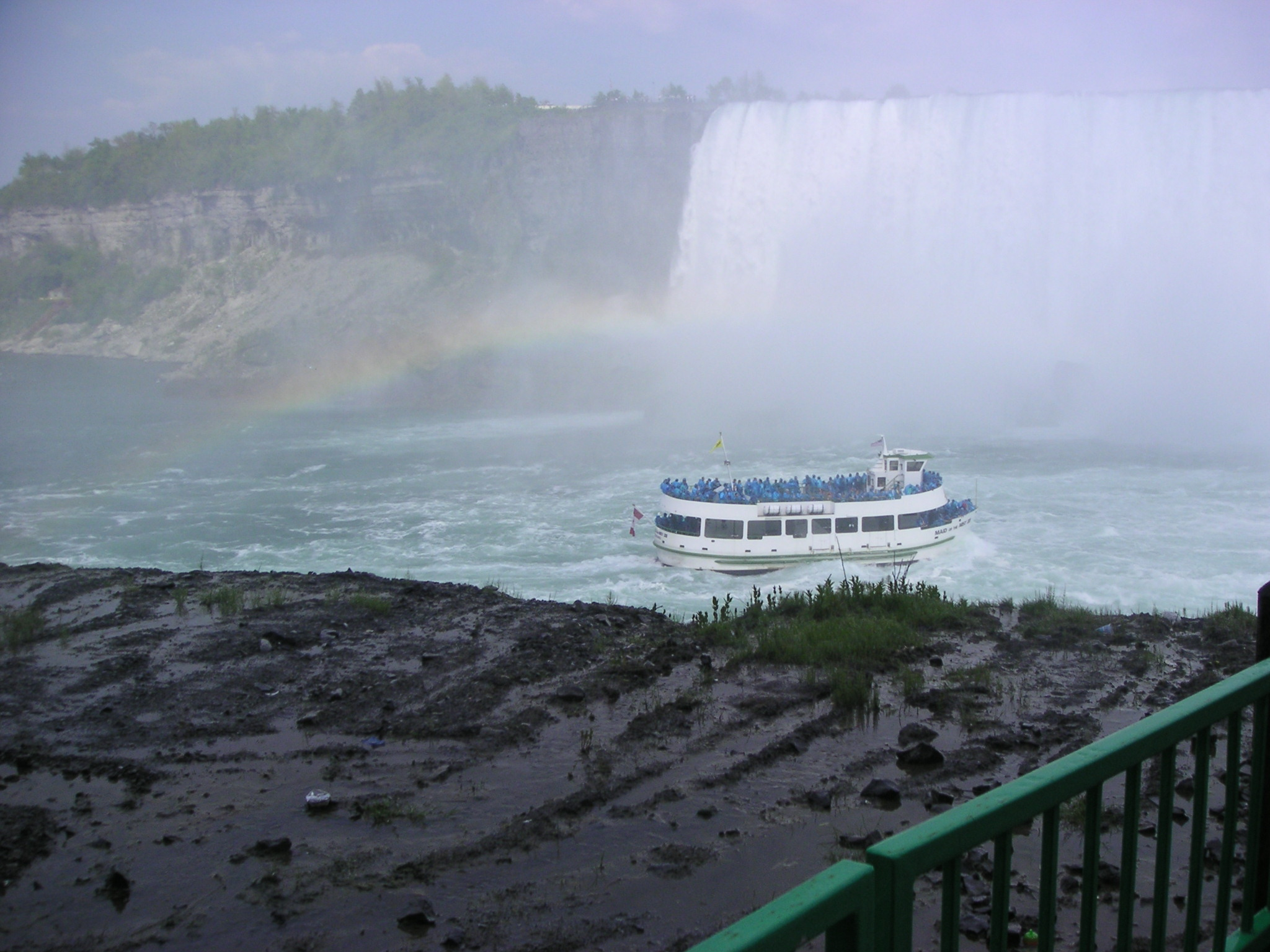
Le cascate del Niagara e il Maid of the Mist

Nel lato canadese, lungo il Parco della Regina Vittoria, ornato da giardini fioriti, una piattaforma di osservazione offre la visione di entrambe le cascate. Il punto di osservazione della Skylon Tower offre una panoramica dall'alto sulle intere cascate e dalla parte opposta quella della città di Toronto; assieme alla Minolta Tower, è una delle due torri, in territorio canadese, che consente la miglior visione dell'intera cascata.
Il battello Maid of the Mist, che prende il nome da una figura mitologica degli indiani Ongiara, trasporta passeggeri, nel bacino alla base delle cascate, sin dal lontano 1846. Lo Spanish Aerocar, progettato dall'ingegnere spagnolo Leonardo Torres y Quevedo e costruito nel 1916, è un tram aereo che porta i passeggeri sul bacino nel lato canadese. Il viaggio sotto le cascate, accessibile a mezzo di un ascensore dal livello stradale, è una piattaforma e una serie di tunnel vicini alla base della cascata a ferro di cavallo sul lato canadese.
Con il recente maggiore afflusso di turisti provenienti dall'estero, l'affluenza è stata superiore ai 14 milioni di visitatori nel 2003.